# Cartel·la (adorn)

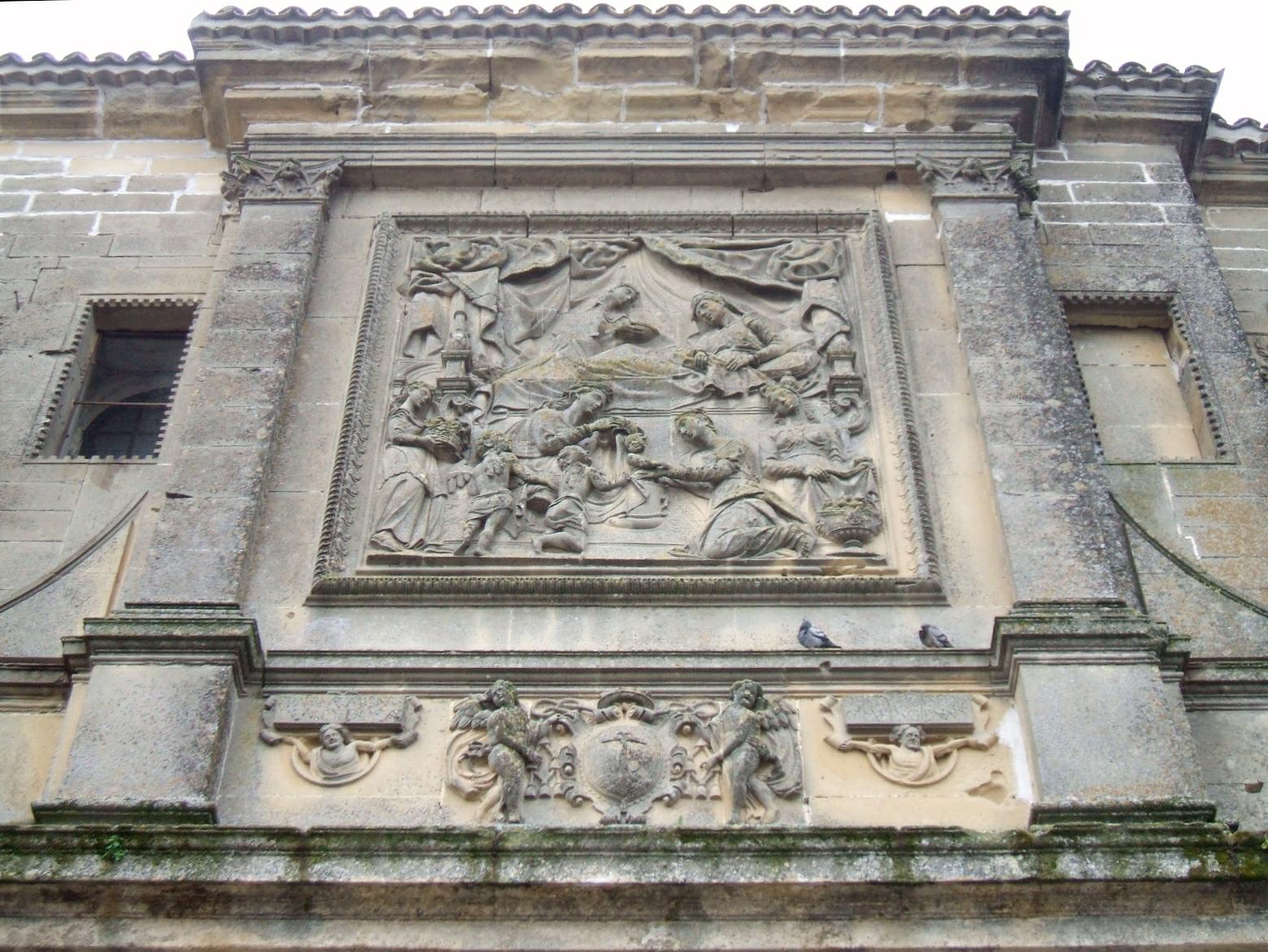
Façana de la Catedral de Baeza. A la part inferior, al costat de l'escut, dues cartel·les renacentistes soportades per atlants.

Cartel·la o targeta és l'adorn a manera d'orla que en un edifici, una escultura o una pintura es destina a emmarcar o contenir una inscripció o un emblema. També s'anomena cartel·la en arquitectura a la mènsula que suporta un cos.

## Història
Antonio Palomino al volum I de El museo pictòrico y escala óptica utilitzava el terme cartel·la únicament en aquesta última accepció, definint la cartel·la com una espècie d'element decoratiu d'arquitectura que a manera de permòdol servia per rebre un pes, equivalent a la veu llatina «mènsula». A la primera accepció corresponia en canvi el terme targeta, definit com un adorn arquitectònic «a manera d'escut antic». De conformitat amb això descrivia el túmul funerari de Miquel Àngel a Florència, «a on l'acadèmia li va fer una molt artificiosa urna, amb tres estàtues assegudes sobre seu, que representaven les tres arts, en què tant es va avantatjar, i el seu retrat de bust en una targeta amb la seva empresa, tot de marbre de Carrara».
Al mateix sentit fra Lorenzo de San Nicolás anomenava cartel·la a la part compresa entre els tríglifs a la cornisa composta, com l'emprada per ell a l'anell de la cúpula del convent de San Plácido de Madrid. Com ornament en forma de S, que serveix per falcar algun cos que vola definia la cartel·la Benito Bails en el seu Diccionario de arquitectura civil, Madrid, 1802. Per a targeta Bails remetia a «cartutx», «ornament d'escultura pla, còncau, convex, al qual es posa una xifra, inscripció».
Però el Diccionario trilingüe del castellano, vascuence y latín, editat a Sant Sebastià el 1745, definia ja la cartel·la com el «tros de cartó, fusta, o una altra matèria, a manera de targeta, en la qual s'escriu alguna cosa». El seu autor, el pare Manuel Larramendi, sostenia que el terme tenia el seu origen a la veu èuscara «chartela», equivalent a la llatina «tabula». Definicions semblants es troben als primitius diccionaris de la Reial Acadèmia. A l'edició de 1823 del Diccionario de la Lengua Castellana una cartel·la era un tros de cartó, fusta o qualsevol altre material a manera de targeta que s'utilitza per escriure en ella alguna cosa, a fi «que no s'oblidi», o bé per escriure «alguna nota, senyal o record», segons deia la versió abreujada de 1826.

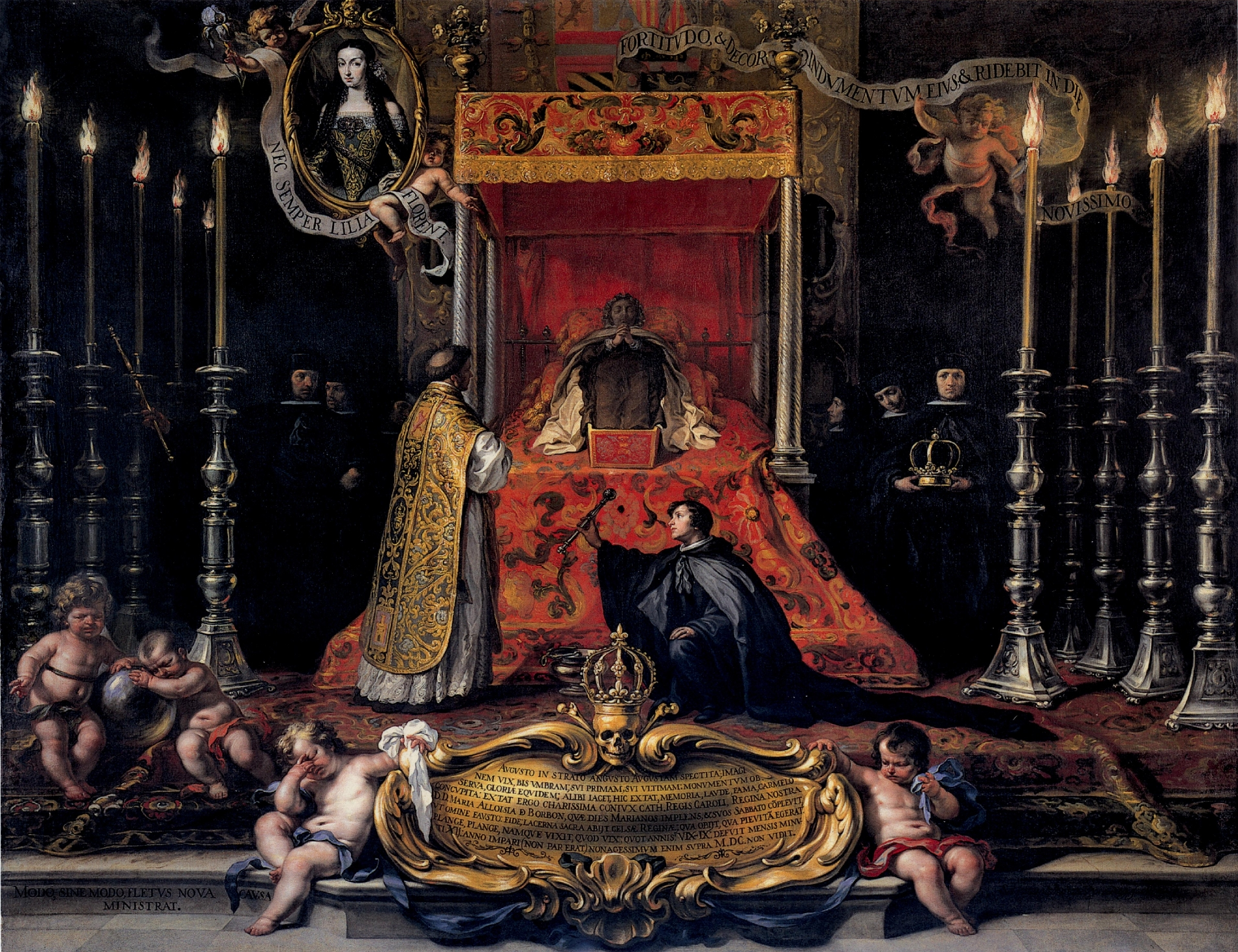
Exequias de la reina María Luisa de Orleáns de Sebastián Muñoz, al peu, cartel·la barroca soportada per angelots.

A pintura i gravat es troben cartel·les fingides, dibuixades o pintades dins del quadre o estampa, per tal de recollir la signatura, la data o alguna altra inscripció explicativa de l'assumpte tractat en la imatge. Al Renaixement es presenta com un motiu decoratiu de l'arquitectura pintada, de vegades associat al grotesc, per recollir dates, inicials amb la firma de l'artista i amb més petita freqüència paraules completes. A l'època manierista la cartel·la va adoptar formes sinuoses i retallades en[els seus marges. Al període barroc la cartel·la va adoptar formes molt variades, a manera de marc d'ornamentació recarregada i podia portar extenses inscripcions descriptives.